# Cas dedatiu
El cas dedatiu o respectiu és un cas gramatical present en el quenya, llengua inventada per Tolkien.
Aquest cas fa la funció de "pel que fa a" o "sobre això" i també indica relació, si bé no queda gaire clar en el que deixà escrit l'inventor de la llengua. Pel poc coneixement que en tenim, sovint s'anomena aquest cas el cas misteriós. Tampoc no queda clar si és un cas d'ús general o queda restringit a preposicions, verbs transitius o intransitius, etc.
Alguns autors consideren aquest cas un subordinat del cas locatiu.
A la seva Carta a Plotz, Tolkien deixà escrites les declinacions senceres d'algunes paraules, entre les quals trobem la declinació en dedatiu:
- Cirya (vaixell)
  - Singular: Ciryas
  - Plural: Ciryais
  - Plural partitiu: Ciryalis
  - Dual: Ciryates